# Louis Rivet
Louis Rivet (* 3. Januar 1883 in Montalieu-Vercieu; † 12. Dezember 1958 in Paris) war vor und während des Zweiten Weltkriegs ein französischer Nachrichtendienstler und Offizier, zuletzt im Rang eines Général de brigade (Brigadegeneral). Er trug als Chef des Deuxième Bureau, also der zweiten Abteilung des Generalstabs des französischen militärischen Nachrichtendienstes, wesentlich zur Aufklärung der Rotor-Schlüsselmaschine Enigma bei, mit der die deutsche Reichswehr und später die Wehrmacht ihre Funksprüche verschlüsselte.

## Leben

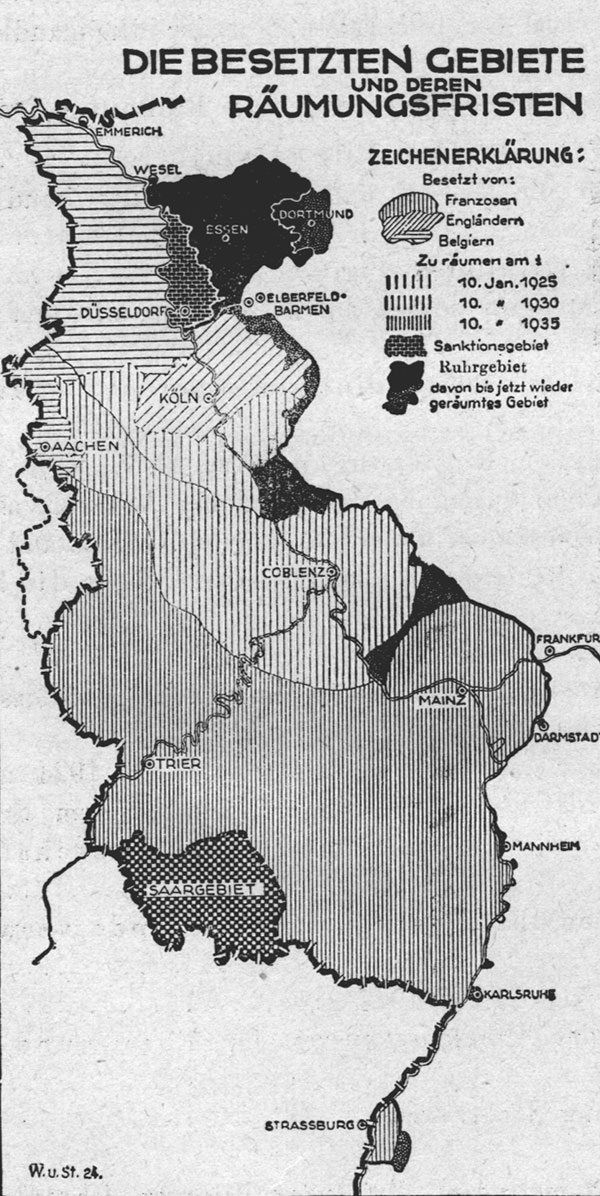
Mainz war eine der in den 1920er-Jahren von Frankreich besetzten Städte im Rheinland

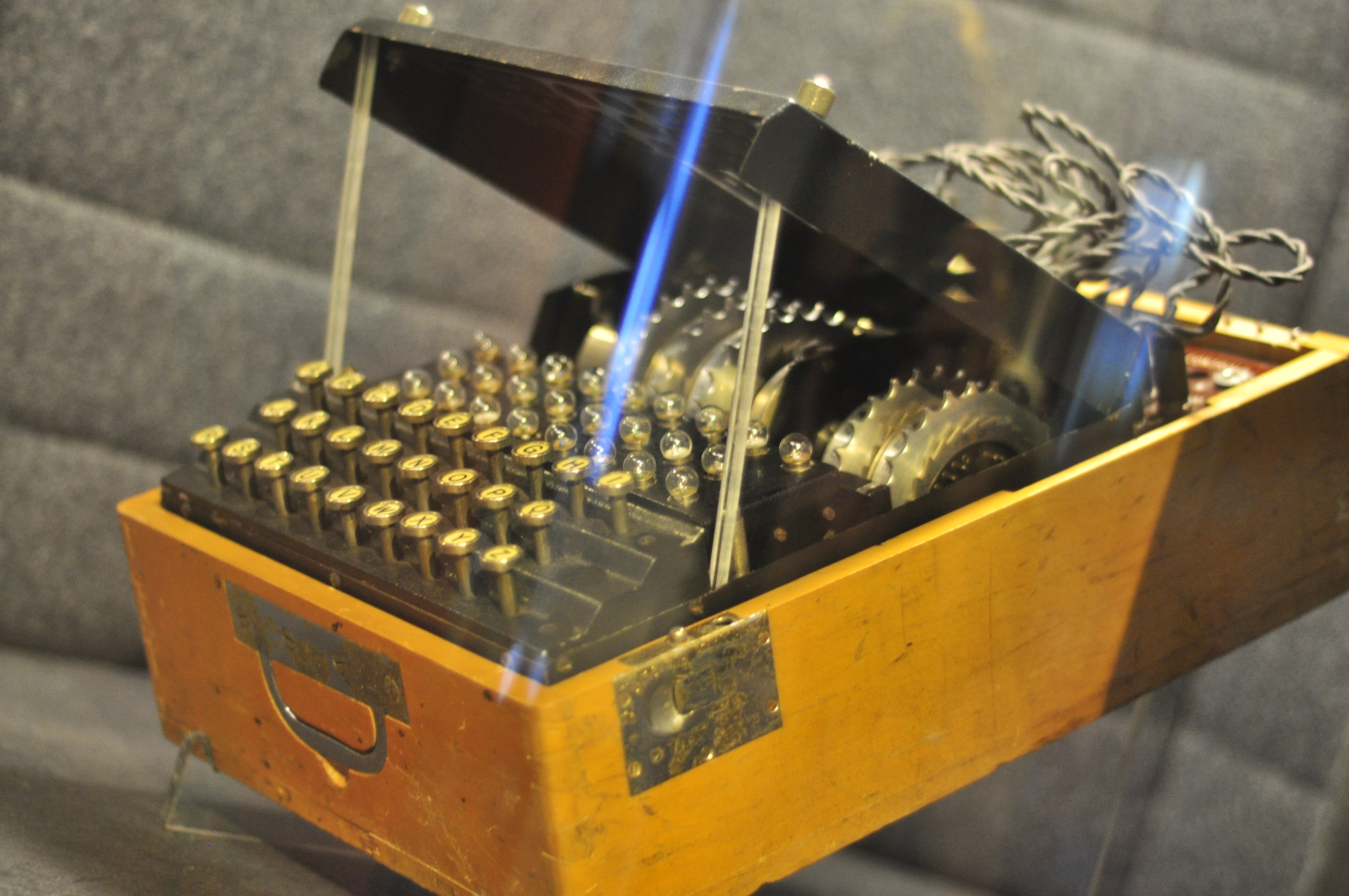
Polnische Enigma-Nachbauten dienten dem Deuxième Bureau nicht nur bei der Aufklärung der deutschen Funksprüche, sondern auch zur eigenen geheimen Kommunikation mit den britischen Verbündeten, beispielsweise zum Austausch von gebrochenen Enigma-Tagesschlüsseln.

Die bis November 1942 unbesetzte Zone libre bot dem Deuxième Bureau vorübergehend einen neuen Standort.

Geboren im Département Isère als Sohn eines Zimmermanns, arbeitete der junge Louis zunächst drei Jahre lang im Handwerksbetrieb seines Vaters, bevor er sich mit 19 Jahren entschloss, zum Militär zu gehen. Im Jahr 1902 wurde er als Rekrut ins 140. französische Infanterieregiment aufgenommen und drei Jahre später (1905) zum Sergent (Unteroffizier) befördert. In der Zeit von 1908 bis 1909 besuchte er die damalige Offizierschule in Saint-Maixent, die er als Sous-lieutenant (Leutnant) abschloss. Unmittelbar darauf, am 1. Oktober 1909, wurde er zum 30. Infanterieregiment versetzt und dort 1911 zum Lieutenant (Oberleutnant) befördert. Ende März 1913 kam er zum 2e régiment de tirailleurs algériens (dem 2. Regiment der algerischen Schützen), wo er am 28. Juli 1914 den Ausbruch des Ersten Weltkriegs miterlebte. Am 24. August 1914 wurde er in Florennes, beim Versuch die angreifenden deutschen Streitkräfte abzuwehren, schwer verwundet und geriet in deutsche Kriegsgefangenschaft. Erst unmittelbar vor Kriegsende, kam er im Oktober 1918 wieder frei.
Zu Beginn der Zwischenkriegszeit, im Jahr 1919, trat er, nun im Rang eines Capitaine (Hauptmann), dem Deuxième Bureau (deutsch „Zweites Büro“) bei. Hierbei handelte es sich um die im Jahr 1871 als zweite Abteilung des französischen Generalstabs gegründete Nachrichtenabteilung. Im Gegensatz zum Premier Bureau (deutsch „Erstes Büro“), das für die eigenen und verbündete Truppen zuständig war, klärte das Deuxième Bureau die Streitkräfte der militärischen Gegner auf. Chef war zu der Zeit Colonel (Oberst) Fournier. Dieser schickte ihn 1920, während der alliierten Rheinlandbesetzung, als Verbindungsoffizier zur französischen Rheinarmee (Armée française du Rhin) nach Mainz. In den Jahren 1921 bis 1924 knüpfte er in Warschau erste wichtige Kontakte zum polnischen Geheimdienst, wodurch ein Grundstein zur späteren Entzifferung der Enigma gelegt wurde. Anschließend wechselte er nach Deutschland, wo er seine Spionagetätigkeiten unter dem Deckmantel einer „Suchmission nach Vermissten“ fortsetzte, bevor er 1926 nach Frankreich zurückgerufen wurde.
Nachdem er im Jahr 1929 zum Commandant (Major) befördert worden war, wurde ihm Anfang 1935 ein Kommando beim 35. Infanterieregiment zugeteilt. Im Dezember desselben Jahres wurde er zum Lieutenant-colonel (Oberstleutnant) befördert und zum Generalstab versetzt. Auf Vorschlag von General Weygand (1867–1965) wurde er dort Chef des Deuxième Bureau.
Kurze Zeit später überstürzten sich die Ereignisse. Auf Initiative der polnischen Verbündeten, kam es Ende Juli 1939 zu einem entscheidend wichtigen Geheimtreffen im Kabaty-Wald von Pyry (nahe Warschau). Gastgeber waren Oberst Stefan Mayer (1895–1981) und Oberstleutnant Gwido Langer (1894–1948) vom Biuro Szyfrów (deutsch „Chiffrenbüro“) des polnischen Geheimdienstes, zusammen mit den Kryptoanalytikern Major Maksymilian Ciężki (1898–1951), Marian Rejewski (1905–1980), Jerzy Różycki (1909–1942) und Henryk Zygalski (1908–1978). Gäste waren ihre britischen Alliierten aus Bletchley Park in Person von Commander Alastair Denniston (1881–1961), Dillwyn Knox (1884–1943) und Commander Humphrey Sandwith (* 1894). Von französischer Seite waren es Commandant Gustave Bertrand (1896–1976) sowie Capitaine Henri Braquenié (1896–1975). Bertrand war Chef der Sektion D Décryptement et Interceptions des von Rivet geleiteten Deuxième Bureau und Braquenié dort einer der Kryptoanalytiker. Während des zweitägigen Treffens offenbarten die Polen ihren überraschten Verbündeten sämtliche Methodiken und Gerätschaften, mit denen es ihnen bereits seit 1932 erfolgreich gelungen war, den Enigma-verschlüsselten deutschen Nachrichtenverkehr zu entziffern. Dazu gehörten auch Nachbauten der Enigma (Bild).
Gut einen Monat später fand der deutsche Überfall auf Polen statt und die Polen mussten aus ihrer Heimat fliehen. Am 26. Dezember 1939 wurde Rivet zum Colonel (Oberst) befördert. Im Juni 1940 musste er, nach der Niederlage Frankreichs, ebenfalls fliehen. Das Deuxième Bureau wurde offiziell aufgelöst, tatsächlich aber in die unbesetzte Südzone (Zone libre) des Vichy-Regimes verlegt. Diese musste im November 1942 aufgegeben werden, als die Wehrmacht Unternehmen Anton durchführte und ganz Frankreich besetzte. Rivet floh mit seinem Personal nach Algier.
Im April 1944 wurde der von seinen Untergebenen liebevoll „Petit Louis“ (deutsch „Kleiner Ludwig“) genannte Offizier zum Brigadegeneral befördert. Für seine Verdienste erhielt er den amerikanischen Orden Legion of Merit und ging im selben Jahr in den Ruhestand.
General Louis Rivet starb in Paris im Alter von 75 Jahren.

## Schriften
- Mit Olivier Forcade und Sébastien Laurent: Carnets du chef des services secrets 1936/1944. Nouveau Monde Editions, 2010, ISBN 2-847-36403-X.